# Ocypus aeneocephalus
Ocypus aeneocephalus är en skalbaggsart som först beskrevs av De Geer 1774.  Ocypus aeneocephalus ingår i släktet Ocypus, och familjen kortvingar. Enligt den finländska rödlistan är arten starkt hotad i Finland. Arten är reproducerande i Sverige. Artens livsmiljö är torra gräsmarker.

## Bildgalleri

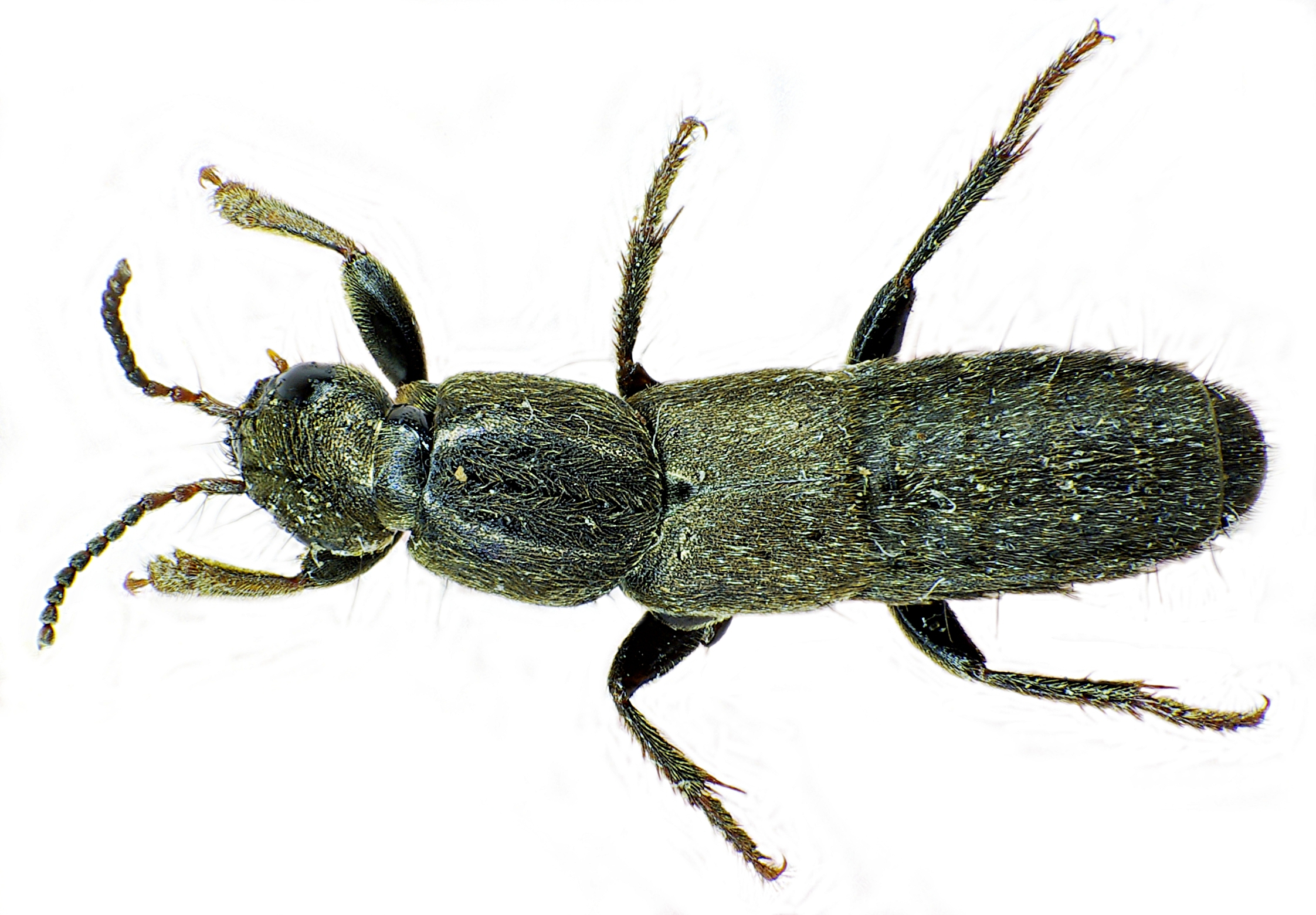
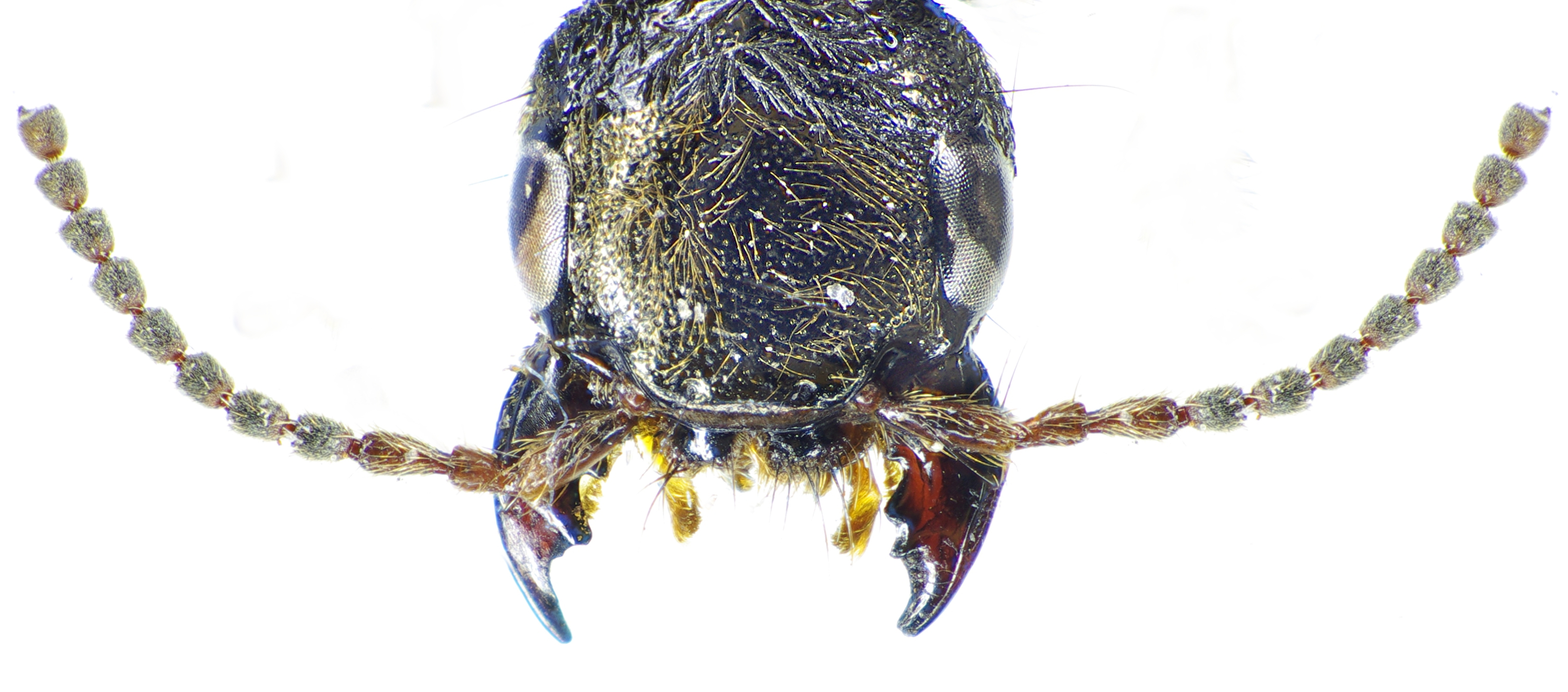
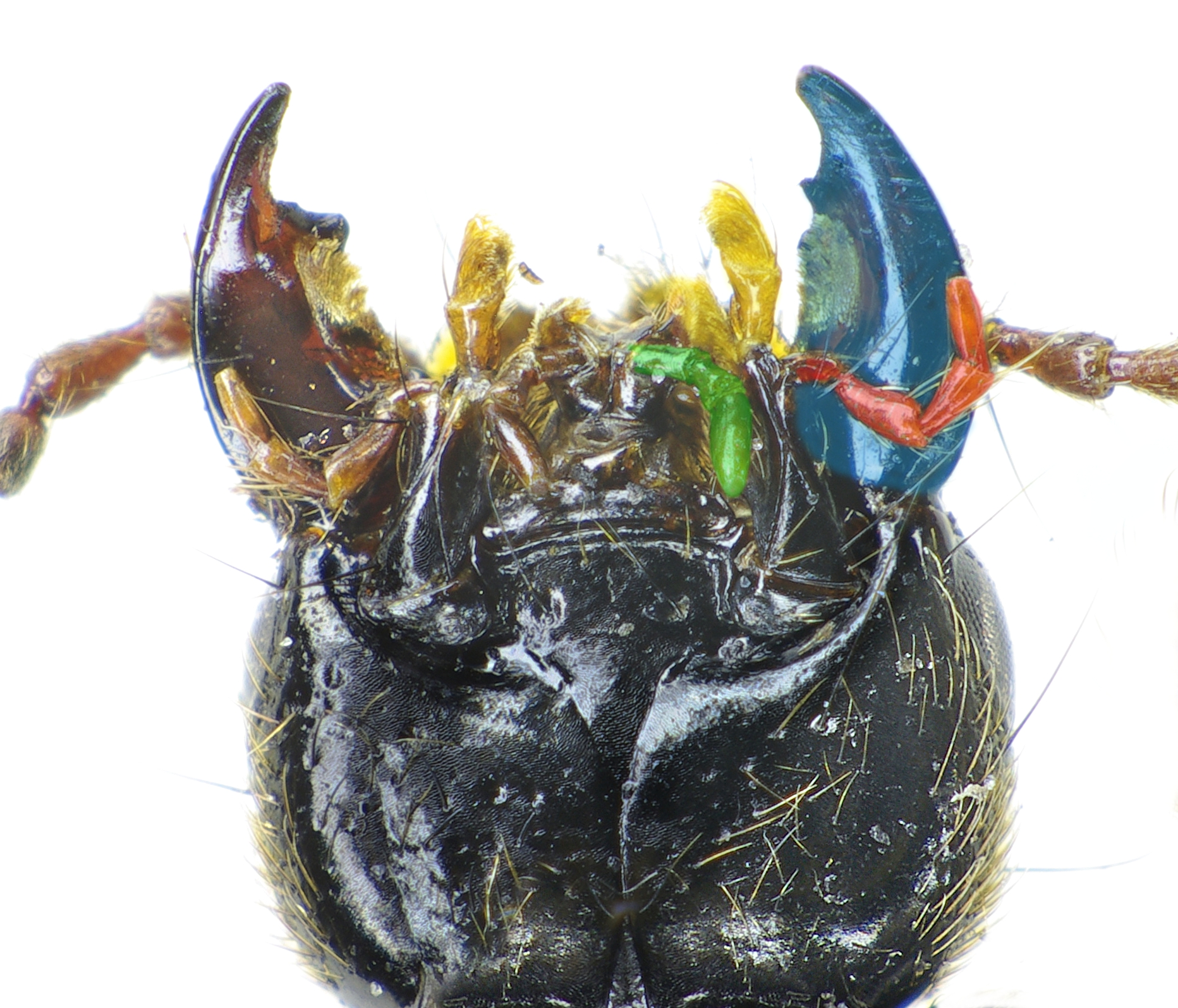
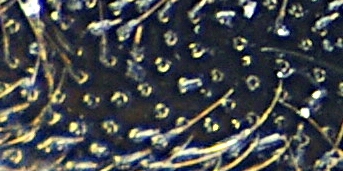